# Alexis Anton Christian Ferdinand van Nassau-Siegen
 Alexis Anton Christian Ferdinand van Nassau-Siegen  (30 juni 1673 in Château Limburg, Luik -  23 maart 1734 in Keulen) was afkomstig uit het belangrijke adellijke huis van Nassau-Siegen.  Hij droeg de titel van prins van Nassau-Siegen, graaf van Katzenelnbogen, Vianden en Diez, baron van Beilstein en Ronse.
In 1681 en 1687 ontving Alexis van zijn vader de baronie van Ronse. Bij het overlijden van zijn vader op 17 december 1699 droeg hij samen met zijn broers Frans Hugo en Emanuel Ignatius de titel van baron van Ronse.  In 1715 stond Alexis evenwel zijn deel van de baronie af aan zijn broer Frans Hugo.
Alexis begon zijn geestelijke carrière in 1692 als proost van het Sint-Pieterskapittel in Leuven waar hij eveneens kanselier van de universiteit van Leuven was. Voor hij in 1695 de priesterwijding ontving was hij kanunnik te Keulen om daarna kanunnik te worden van Luik. Als geestelijke werd hij in 1697 geridderd in de Orde van Malta en van 1706 tot 1732 was hij abt van de abdij van Saint-Croix in Bouzonville. In 1728 werd Alexis titulair bisschop van Trebizonde.
- International Standard Name Identifier: 0000 0003 9719 1677
- Nederlandse Thesaurus van Auteursnamen: 120981335
- Virtual International Authority File: 292263769